# 1254
Portal Geschichte | Portal Biografien | Aktuelle Ereignisse | Jahreskalender | Tagesartikel

◄ |
12. Jahrhundert |
13. Jahrhundert
| 14. Jahrhundert | ►

◄ |
1220er |
1230er |
1240er |
1250er
| 1260er | 1270er | 1280er | ►

◄◄ |
◄ |
1250 |
1251 |
1252 |
1253 |
1254
| 1255 | 1256 | 1257 | 1258 | ► | ►►
Staatsoberhäupter  · Nekrolog
| Januar | Januar | Januar | Januar | Januar | Januar | Januar | Januar |
| Kw     | Mo     | Di     | Mi     | Do     | Fr     | Sa     | So     |
| ------ | ------ | ------ | ------ | ------ | ------ | ------ | ------ |
| 1      |        |        |        | 1      | 2      | 3      | 4      |
| 2      | 5      | 6      | 7      | 8      | 9      | 10     | 11     |
| 3      | 12     | 13     | 14     | 15     | 16     | 17     | 18     |
| 4      | 19     | 20     | 21     | 22     | 23     | 24     | 25     |
| 5      | 26     | 27     | 28     | 29     | 30     | 31     |        |

| Februar | Februar | Februar | Februar | Februar | Februar | Februar | Februar |
| Kw      | Mo      | Di      | Mi      | Do      | Fr      | Sa      | So      |
| ------- | ------- | ------- | ------- | ------- | ------- | ------- | ------- |
| 5       |         |         |         |         |         |         | 1       |
| 6       | 2       | 3       | 4       | 5       | 6       | 7       | 8       |
| 7       | 9       | 10      | 11      | 12      | 13      | 14      | 15      |
| 8       | 16      | 17      | 18      | 19      | 20      | 21      | 22      |
| 9       | 23      | 24      | 25      | 26      | 27      | 28      |         |

| März | März | März | März | März | März | März | März |
| Kw   | Mo   | Di   | Mi   | Do   | Fr   | Sa   | So   |
| ---- | ---- | ---- | ---- | ---- | ---- | ---- | ---- |
| 9    |      |      |      |      |      |      | 1    |
| 10   | 2    | 3    | 4    | 5    | 6    | 7    | 8    |
| 11   | 9    | 10   | 11   | 12   | 13   | 14   | 15   |
| 12   | 16   | 17   | 18   | 19   | 20   | 21   | 22   |
| 13   | 23   | 24   | 25   | 26   | 27   | 28   | 29   |
| 14   | 30   | 31   |      |      |      |      |      |

| April | April | April | April | April | April | April | April |
| Kw    | Mo    | Di    | Mi    | Do    | Fr    | Sa    | So    |
| ----- | ----- | ----- | ----- | ----- | ----- | ----- | ----- |
| 14    |       |       | 1     | 2     | 3     | 4     | 5     |
| 15    | 6     | 7     | 8     | 9     | 10    | 11    | 12    |
| 16    | 13    | 14    | 15    | 16    | 17    | 18    | 19    |
| 17    | 20    | 21    | 22    | 23    | 24    | 25    | 26    |
| 18    | 27    | 28    | 29    | 30    |       |       |       |

| Mai | Mai | Mai | Mai | Mai | Mai | Mai | Mai |
| Kw  | Mo  | Di  | Mi  | Do  | Fr  | Sa  | So  |
| --- | --- | --- | --- | --- | --- | --- | --- |
| 18  |     |     |     |     | 1   | 2   | 3   |
| 19  | 4   | 5   | 6   | 7   | 8   | 9   | 10  |
| 20  | 11  | 12  | 13  | 14  | 15  | 16  | 17  |
| 21  | 18  | 19  | 20  | 21  | 22  | 23  | 24  |
| 22  | 25  | 26  | 27  | 28  | 29  | 30  | 31  |

| Juni | Juni | Juni | Juni | Juni | Juni | Juni | Juni |
| Kw   | Mo   | Di   | Mi   | Do   | Fr   | Sa   | So   |
| ---- | ---- | ---- | ---- | ---- | ---- | ---- | ---- |
| 23   | 1    | 2    | 3    | 4    | 5    | 6    | 7    |
| 24   | 8    | 9    | 10   | 11   | 12   | 13   | 14   |
| 25   | 15   | 16   | 17   | 18   | 19   | 20   | 21   |
| 26   | 22   | 23   | 24   | 25   | 26   | 27   | 28   |
| 27   | 29   | 30   |      |      |      |      |      |

| Juli | Juli | Juli | Juli | Juli | Juli | Juli | Juli |
| Kw   | Mo   | Di   | Mi   | Do   | Fr   | Sa   | So   |
| ---- | ---- | ---- | ---- | ---- | ---- | ---- | ---- |
| 27   |      |      | 1    | 2    | 3    | 4    | 5    |
| 28   | 6    | 7    | 8    | 9    | 10   | 11   | 12   |
| 29   | 13   | 14   | 15   | 16   | 17   | 18   | 19   |
| 30   | 20   | 21   | 22   | 23   | 24   | 25   | 26   |
| 31   | 27   | 28   | 29   | 30   | 31   |      |      |

| August | August | August | August | August | August | August | August |
| Kw     | Mo     | Di     | Mi     | Do     | Fr     | Sa     | So     |
| ------ | ------ | ------ | ------ | ------ | ------ | ------ | ------ |
| 31     |        |        |        |        |        | 1      | 2      |
| 32     | 3      | 4      | 5      | 6      | 7      | 8      | 9      |
| 33     | 10     | 11     | 12     | 13     | 14     | 15     | 16     |
| 34     | 17     | 18     | 19     | 20     | 21     | 22     | 23     |
| 35     | 24     | 25     | 26     | 27     | 28     | 29     | 30     |
| 36     | 31     |        |        |        |        |        |        |

| September | September | September | September | September | September | September | September |
| Kw        | Mo        | Di        | Mi        | Do        | Fr        | Sa        | So        |
| --------- | --------- | --------- | --------- | --------- | --------- | --------- | --------- |
| 36        |           | 1         | 2         | 3         | 4         | 5         | 6         |
| 37        | 7         | 8         | 9         | 10        | 11        | 12        | 13        |
| 38        | 14        | 15        | 16        | 17        | 18        | 19        | 20        |
| 39        | 21        | 22        | 23        | 24        | 25        | 26        | 27        |
| 40        | 28        | 29        | 30        |           |           |           |           |

| Oktober | Oktober | Oktober | Oktober | Oktober | Oktober | Oktober | Oktober |
| Kw      | Mo      | Di      | Mi      | Do      | Fr      | Sa      | So      |
| ------- | ------- | ------- | ------- | ------- | ------- | ------- | ------- |
| 40      |         |         |         | 1       | 2       | 3       | 4       |
| 41      | 5       | 6       | 7       | 8       | 9       | 10      | 11      |
| 42      | 12      | 13      | 14      | 15      | 16      | 17      | 18      |
| 43      | 19      | 20      | 21      | 22      | 23      | 24      | 25      |
| 44      | 26      | 27      | 28      | 29      | 30      | 31      |         |

| November | November | November | November | November | November | November | November |
| Kw       | Mo       | Di       | Mi       | Do       | Fr       | Sa       | So       |
| -------- | -------- | -------- | -------- | -------- | -------- | -------- | -------- |
| 44       |          |          |          |          |          |          | 1        |
| 45       | 2        | 3        | 4        | 5        | 6        | 7        | 8        |
| 46       | 9        | 10       | 11       | 12       | 13       | 14       | 15       |
| 47       | 16       | 17       | 18       | 19       | 20       | 21       | 22       |
| 48       | 23       | 24       | 25       | 26       | 27       | 28       | 29       |
| 49       | 30       |          |          |          |          |          |          |

| Dezember | Dezember | Dezember | Dezember | Dezember | Dezember | Dezember | Dezember |
| Kw       | Mo       | Di       | Mi       | Do       | Fr       | Sa       | So       |
| -------- | -------- | -------- | -------- | -------- | -------- | -------- | -------- |
| 49       |          | 1        | 2        | 3        | 4        | 5        | 6        |
| 50       | 7        | 8        | 9        | 10       | 11       | 12       | 13       |
| 51       | 14       | 15       | 16       | 17       | 18       | 19       | 20       |
| 52       | 21       | 22       | 23       | 24       | 25       | 26       | 27       |
| 53       | 28       | 29       | 30       | 31       |          |          |          |

| Januar | Januar | Januar | Januar | Januar | Januar | Januar | Januar |
| Kw     | Mo     | Di     | Mi     | Do     | Fr     | Sa     | So     |
| ------ | ------ | ------ | ------ | ------ | ------ | ------ | ------ |
| 1      |        |        |        | 1      | 2      | 3      | 4      |
| 2      | 5      | 6      | 7      | 8      | 9      | 10     | 11     |
| 3      | 12     | 13     | 14     | 15     | 16     | 17     | 18     |
| 4      | 19     | 20     | 21     | 22     | 23     | 24     | 25     |
| 5      | 26     | 27     | 28     | 29     | 30     | 31     |        |

| Februar | Februar | Februar | Februar | Februar | Februar | Februar | Februar |
| Kw      | Mo      | Di      | Mi      | Do      | Fr      | Sa      | So      |
| ------- | ------- | ------- | ------- | ------- | ------- | ------- | ------- |
| 5       |         |         |         |         |         |         | 1       |
| 6       | 2       | 3       | 4       | 5       | 6       | 7       | 8       |
| 7       | 9       | 10      | 11      | 12      | 13      | 14      | 15      |
| 8       | 16      | 17      | 18      | 19      | 20      | 21      | 22      |
| 9       | 23      | 24      | 25      | 26      | 27      | 28      |         |

| März | März | März | März | März | März | März | März |
| Kw   | Mo   | Di   | Mi   | Do   | Fr   | Sa   | So   |
| ---- | ---- | ---- | ---- | ---- | ---- | ---- | ---- |
| 9    |      |      |      |      |      |      | 1    |
| 10   | 2    | 3    | 4    | 5    | 6    | 7    | 8    |
| 11   | 9    | 10   | 11   | 12   | 13   | 14   | 15   |
| 12   | 16   | 17   | 18   | 19   | 20   | 21   | 22   |
| 13   | 23   | 24   | 25   | 26   | 27   | 28   | 29   |
| 14   | 30   | 31   |      |      |      |      |      |

| April | April | April | April | April | April | April | April |
| Kw    | Mo    | Di    | Mi    | Do    | Fr    | Sa    | So    |
| ----- | ----- | ----- | ----- | ----- | ----- | ----- | ----- |
| 14    |       |       | 1     | 2     | 3     | 4     | 5     |
| 15    | 6     | 7     | 8     | 9     | 10    | 11    | 12    |
| 16    | 13    | 14    | 15    | 16    | 17    | 18    | 19    |
| 17    | 20    | 21    | 22    | 23    | 24    | 25    | 26    |
| 18    | 27    | 28    | 29    | 30    |       |       |       |

| Mai | Mai | Mai | Mai | Mai | Mai | Mai | Mai |
| Kw  | Mo  | Di  | Mi  | Do  | Fr  | Sa  | So  |
| --- | --- | --- | --- | --- | --- | --- | --- |
| 18  |     |     |     |     | 1   | 2   | 3   |
| 19  | 4   | 5   | 6   | 7   | 8   | 9   | 10  |
| 20  | 11  | 12  | 13  | 14  | 15  | 16  | 17  |
| 21  | 18  | 19  | 20  | 21  | 22  | 23  | 24  |
| 22  | 25  | 26  | 27  | 28  | 29  | 30  | 31  |

| Juni | Juni | Juni | Juni | Juni | Juni | Juni | Juni |
| Kw   | Mo   | Di   | Mi   | Do   | Fr   | Sa   | So   |
| ---- | ---- | ---- | ---- | ---- | ---- | ---- | ---- |
| 23   | 1    | 2    | 3    | 4    | 5    | 6    | 7    |
| 24   | 8    | 9    | 10   | 11   | 12   | 13   | 14   |
| 25   | 15   | 16   | 17   | 18   | 19   | 20   | 21   |
| 26   | 22   | 23   | 24   | 25   | 26   | 27   | 28   |
| 27   | 29   | 30   |      |      |      |      |      |

| Juli | Juli | Juli | Juli | Juli | Juli | Juli | Juli |
| Kw   | Mo   | Di   | Mi   | Do   | Fr   | Sa   | So   |
| ---- | ---- | ---- | ---- | ---- | ---- | ---- | ---- |
| 27   |      |      | 1    | 2    | 3    | 4    | 5    |
| 28   | 6    | 7    | 8    | 9    | 10   | 11   | 12   |
| 29   | 13   | 14   | 15   | 16   | 17   | 18   | 19   |
| 30   | 20   | 21   | 22   | 23   | 24   | 25   | 26   |
| 31   | 27   | 28   | 29   | 30   | 31   |      |      |

| August | August | August | August | August | August | August | August |
| Kw     | Mo     | Di     | Mi     | Do     | Fr     | Sa     | So     |
| ------ | ------ | ------ | ------ | ------ | ------ | ------ | ------ |
| 31     |        |        |        |        |        | 1      | 2      |
| 32     | 3      | 4      | 5      | 6      | 7      | 8      | 9      |
| 33     | 10     | 11     | 12     | 13     | 14     | 15     | 16     |
| 34     | 17     | 18     | 19     | 20     | 21     | 22     | 23     |
| 35     | 24     | 25     | 26     | 27     | 28     | 29     | 30     |
| 36     | 31     |        |        |        |        |        |        |

| September | September | September | September | September | September | September | September |
| Kw        | Mo        | Di        | Mi        | Do        | Fr        | Sa        | So        |
| --------- | --------- | --------- | --------- | --------- | --------- | --------- | --------- |
| 36        |           | 1         | 2         | 3         | 4         | 5         | 6         |
| 37        | 7         | 8         | 9         | 10        | 11        | 12        | 13        |
| 38        | 14        | 15        | 16        | 17        | 18        | 19        | 20        |
| 39        | 21        | 22        | 23        | 24        | 25        | 26        | 27        |
| 40        | 28        | 29        | 30        |           |           |           |           |

| Oktober | Oktober | Oktober | Oktober | Oktober | Oktober | Oktober | Oktober |
| Kw      | Mo      | Di      | Mi      | Do      | Fr      | Sa      | So      |
| ------- | ------- | ------- | ------- | ------- | ------- | ------- | ------- |
| 40      |         |         |         | 1       | 2       | 3       | 4       |
| 41      | 5       | 6       | 7       | 8       | 9       | 10      | 11      |
| 42      | 12      | 13      | 14      | 15      | 16      | 17      | 18      |
| 43      | 19      | 20      | 21      | 22      | 23      | 24      | 25      |
| 44      | 26      | 27      | 28      | 29      | 30      | 31      |         |

| November | November | November | November | November | November | November | November |
| Kw       | Mo       | Di       | Mi       | Do       | Fr       | Sa       | So       |
| -------- | -------- | -------- | -------- | -------- | -------- | -------- | -------- |
| 44       |          |          |          |          |          |          | 1        |
| 45       | 2        | 3        | 4        | 5        | 6        | 7        | 8        |
| 46       | 9        | 10       | 11       | 12       | 13       | 14       | 15       |
| 47       | 16       | 17       | 18       | 19       | 20       | 21       | 22       |
| 48       | 23       | 24       | 25       | 26       | 27       | 28       | 29       |
| 49       | 30       |          |          |          |          |          |          |

| Dezember | Dezember | Dezember | Dezember | Dezember | Dezember | Dezember | Dezember |
| Kw       | Mo       | Di       | Mi       | Do       | Fr       | Sa       | So       |
| -------- | -------- | -------- | -------- | -------- | -------- | -------- | -------- |
| 49       |          | 1        | 2        | 3        | 4        | 5        | 6        |
| 50       | 7        | 8        | 9        | 10       | 11       | 12       | 13       |
| 51       | 14       | 15       | 16       | 17       | 18       | 19       | 20       |
| 52       | 21       | 22       | 23       | 24       | 25       | 26       | 27       |
| 53       | 28       | 29       | 30       | 31       |          |          |          |

## Ereignisse

### Politik und Weltgeschehen

#### Nachfolgeregelung nach dem Tod König Konrads IV.

Mitteleuropa zur Zeit der Staufer

- 9. April: Papst Innozenz IV. exkommuniziert den deutschen König Konrad IV. neuerlich, der sich auf Italienzug befindet, und gerade dabei ist, seine Herrschaft im Königreich Sizilien zu konsolidieren.
- 21. Mai: Mit dem Tod von Konrad IV. wird der bereits 1247 zum Gegenkönig gewählte Wilhelm von Holland allgemein als römisch-deutscher König anerkannt. Damit keimt Hoffnung im Reich auf ein Ende des Interregnums.
- Konrads Sohn Konradin wird formal König von Jerusalem. Da er erst zwei Jahre alt ist, wird er der Vormundschaft seiner beiden Oheime, der Herzöge Ludwig II. und Heinrich XIII. von Bayern, unterstellt.
- Konrads Halbbruder Manfred, Fürst von Tarent, führt für Konradin die Regentschaft im Königreich Sizilien fort und bemüht sich um eine Versöhnung mit Papst Innozenz IV., den er im Oktober selbst nach Neapel geleitet. Der Papst erkennt die staufische Erbfolge dennoch nicht an und belehnt noch im selben Jahr Edmund, den Sohn Heinrichs III. von England mit Sizilien. Heinrich beginnt daraufhin das „Sizilianische Abenteuer“. Manfred flüchtet zu den Sarazenen nach Lucera. Mit deren Hilfe besiegt er eine päpstliche Armee bei Foggia und erobert rasch ganz Apulien.

#### Weitere Ereignisse in Mitteleuropa
- Februar: Auf Initiative des Bürgers Arnold Walpod und des Stadtkämmerers Arnold von Thurn schließt die Stadt Mainz mit Worms einen bilateralen Vertrag, dem noch im Frühjahr ein Bund mit den Städten Oppenheim (3. April) und Bingen am Rhein (29. Mai) folgt. Am 13. Juli wird der Bund mit Köln, Speyer, Straßburg, Basel und weiteren ungenannten Städten zum Rheinischen Städtebund erweitert. Motiv der Gründung ist die Unsicherheit im Heiligen Römischen Reich wegen des Interregnums. Der Bund wendet sich gegen Fehden und setzt Regelungen für Konfliktfälle fest. Er hat eine Bundesversammlung, die vierteljährlich tagen soll und eine eigene Rheinflotte zum Schutz der Schifffahrt. Nach der Gründungsversammlung in Mainz findet die zweite Bundesversammlung am 6. Oktober in Worms statt.
- 3. April: Im Frieden von Ofen einigen sich der böhmische König Ottokar II. Přemysl und der ungarische König Béla IV. über die Aufteilung der ehemals babenbergischen Herzogtümer Österreich und Steiermark. Gertrud von Babenberg und ihr fünfjähriger Sohn Friedrich werden mit einigen Herrschaften und Städten in der Steiermark abgefertigt, darunter Voitsberg und Judenburg.
- 9. Oktober: Zwischen dem Hochstift Paderborn unter Fürstbischof Simon I. von Lippe und dem Kölner Erzbischof Konrad von Hochstaden kommt es zur Schlacht auf dem Wülferichskamp. Auf Kurkölner Seite kämpfen unter anderem Graf Engelbert I. von der Mark und andere westfälische Adelige. An ihrer Spitze steht Gottfried III. von Arnsberg. Simon wird von seinem Bruder, dem Münsteraner Bischof Otto II., mit Truppen unterstützt, doch er unterliegt in der Schlacht und gerät in Gefangenschaft.
- Rudolf von Habsburg sichert sich im Kampf mit Heinrich von Neuenburg, dem Bischof von Basel, die Schirmvogtei über das Schwarzwaldkloster Sankt Blasien.

#### Sechster Kreuzzug und die Rückkehr König Ludwigs IX. nach Frankreich

Wappen Hugos II.

- 18. Januar: Nach dem Tod König Heinrichs I. wird sein einjähriger Sohn Hugo II. König von Zypern unter der Regentschaft seiner Mutter Plaisance von Antiochia.
- 24./25. April: Der französische König Ludwig IX. sticht von Akkon aus ihn See in macht sich mit dem Heer des gescheiterten Sechsten Kreuzzuges auf den Weg zurück nach Frankreich. Schon in der folgenden Nacht läuft er jedoch vor Zypern auf eine Sandbank, was ihn zu einem längeren Aufenthalt nötigt.
- 17. Juli: Nach einer längeren Reise trifft Ludwig IX. in Paris ein. Er reist bald weiter nach Gent und beendet den wiederaufgeflammten flämischen Erbfolgekrieg, indem er jede weitere Kriegshandlung seines ehrgeizigen Bruders Karl von Anjou unterbindet.

#### Byzantinisches Reich

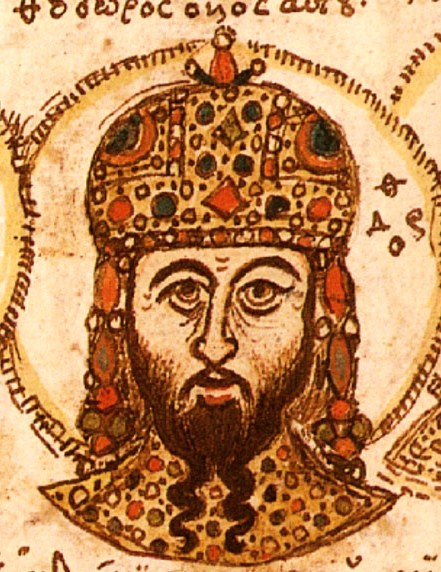
Theodor II., Miniatur aus dem 15. Jahrhundert

- 3. November: Mit dem Tod von Johannes III. wird sein Sohn Theodor II. Kaiser von Nikaia. Er erhebt damit wie sein Vater den Anspruch auf den Thron des Byzantinischen Reichs.

#### Nordafrika
- Januar: Im Machtkampf der Mamluken in Ägypten wird Emir Faris ad-Din Aktay ermordet. Der türkischstämmige Izz ad-Din Aibak geht aus dem Machtkampf vorläufig als Sieger hervor. Aktays Anhänger aus dem Bahri-Regiment wie Rukn ad-Din Baibars müssen nach Jordanien fliehen.

#### Stadtrechte und urkundliche Ersterwähnungen
- Birrhard, Christburg, Glems, Hasle bei Burgdorf, Hausen AG, Mettau, Mörbisch am See, Murgenthal, Ponitz, Rattenberg, Sand und Völkersbach werden erstmals in einer Urkunde erwähnt.
- Kopenhagen erhält von Bischof Jakob Erlandsen sein erstes Stadtrecht.
- Braunsberg und Helmarshausen (Hessen/Bad Karlshafen) erhalten das Stadtrecht.
- Kaiserstuhl wird als Stadt gegründet.

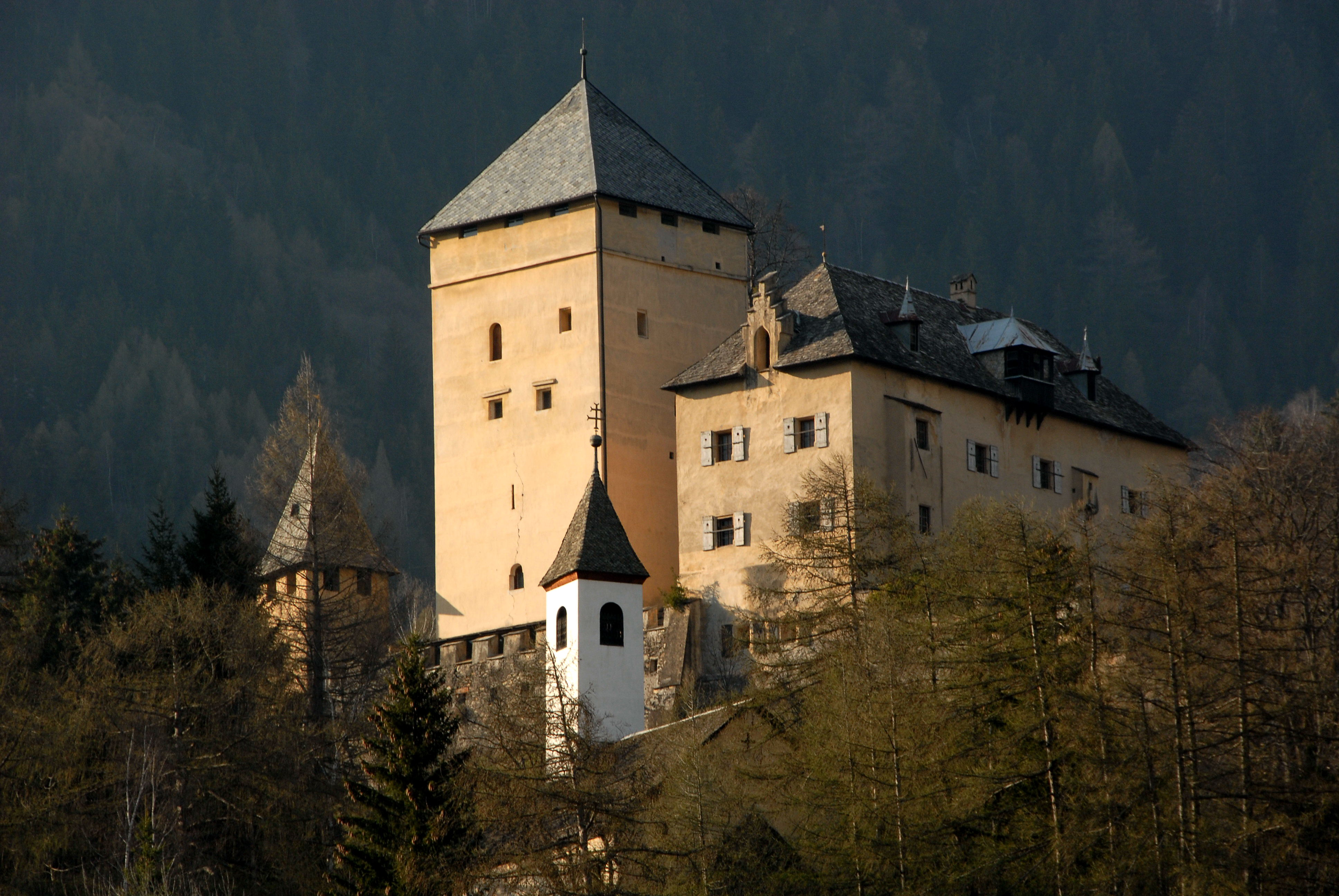
Burg Groppenstein bei Obervellach

- Burg Groppenstein bei Obervellach wird erstmals urkundlich erwähnt.

### Wissenschaft und Technik

Siegel der Universität Salamanca

- 8. Mai: König Alfons X. von Léon erteilt der seit 1218 bestehenden staatlichen Schule in Salamanca in der ausgefertigten Gründungsurkunde den Rang einer Universität.

### Gesellschaft

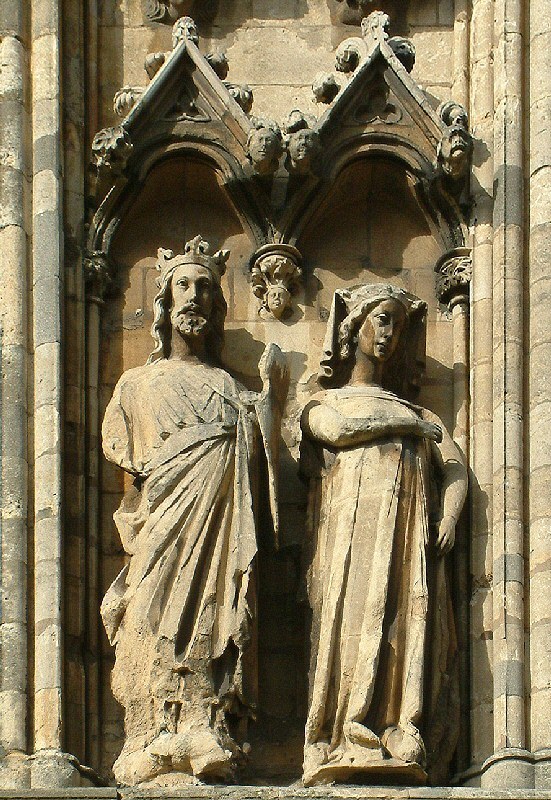
Edward und Eleonore an der Kathedrale von Lincoln

- 1. November: Im Kloster Las Huelgas bei Burgos heiratet der 15-jährige englische Thronfolger Edward die 13-jährige Prinzessin Eleonore von Kastilien. Dabei überträgt ihr Halbbruder Alfons X. seinem neuen Schwager die alten kastilischen Ansprüche auf die den englischen Königen gehörende Gascogne, wohin das Ehepaar im Anschluss an die Hochzeit reist.

### Religion

#### Papstwahl und Kirchenhierarchie
- 7. Dezember: Papst Innozenz IV. stirbt in Neapel. Die Papstwahl 1254 dauert nur zwei Tage: Die Kardinäle in Neapel bestimmen schon am 12. Dezember per compromissum Rainald Graf von Segni zu seinem Nachfolger. Dieser wird unter dem Namen Alexander IV. am 20. Dezember inthronisiert.
- Rund zwei Jahre nach dem Tod von Uffe Thrugotsen wird Jakob Erlandsen, bisher Bischof von Roskilde, zu seinem Nachfolger als Erzbischof von Lund erhoben. Peder Bang wird Bischof von Roskilde.
- Nach dem Tod von Berthold von Pietengau wird Otto von Lonsdorf Fürstbischof von Passau.

#### Dominikaner
- Pfingsten: Auf dem Generalkapitel der Dominikaner in Buda wird Humbert von Romans zum fünften Ordensmeister gewählt und unter anderem beschlossen, dass jede Ordensprovinz über ein Studium generale verfügen soll.
- September: Albertus Magnus wird Provinzial der dominikanischen Ordensprovinz Teutonia. In dieser Eigenschaft ist er in Belgien und Deutschland (mit einem Abstecher nach Riga), Norditalien und nach Paris zu Fuß unterwegs (eine Karte der von ihm besuchten Orte unter Weblinks). In dieser Zeit schreibt er seinen Kommentar zu Aristoteles’ ‚De anima‘.

#### Sonstiges
- Pietro del Murrone, der spätere Papst Coelestin V., gründet den Cölestinerorden.
- Roger Bacon wird des Joachimitismus verdächtigt.
- Margareta von Ungarn legt in einem Kloster bei Buda Profess ab.

## Geboren

### Geburtsdatum gesichert
- 13. Mai: Maria von Brabant, Königin von Frankreich († 1321)

### Genaues Geburtsdatum unbekannt
- Bengt Birgersson, schwedischer Geistlicher, Bischof von Linköping und Herzog von Finnland († 1291)
- Florens V., Graf von Holland († 1296)
- Friedrich Sunder, Klosterkaplan im Dominikanerinnenkloster Engelthal († 1328)
- Gerhard II., Graf von Holstein-Plön († 1312)
- Karl II., König von Neapel, Graf von Provence, Fürst von Tarent, König von Albanien, Graf von Anjou und Maine, Fürst von Achaia und Gegenkönig von Jerusalem († 1309)
- John Lestrange, 1. Baron Strange of Knockin, englischer Adeliger und Feldherr († 1309)
- Kyōgoku Tamekane, japanischer Dichter und Politiker († 1332)
- Zhao Mengfu, chinesischer Maler († 1322)

### Geboren um 1254
- Marco Polo, venezianischer Händler, Reisender, Schriftsteller und Entdecker († 1324)
- Margaret Longespée, 4. Countess of Salisbury, englische Adelige († 1309)
- Ulrich II., Graf von Württemberg († 1279)
- Jahreswende 1254/1255: Margarete von Frankreich, französische Prinzessin und Herzogin von Brabant († 1271)

## Gestorben

### Erstes Halbjahr
- 18. Januar: Heinrich I., König von Zypern und Regent von Jerusalem (* um 1194)
- Januar: Faris ad-Din Aktay, mamlukischer Emir in Ägypten
- 2. März: Hermann I. von Lobdeburg, Bischof von Würzburg (* vor 1225)

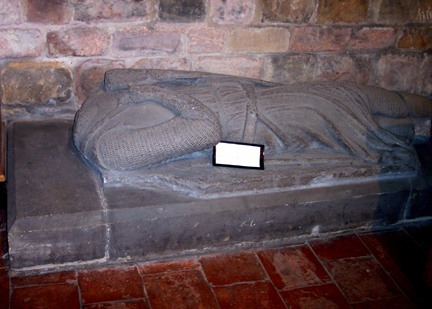
Grabmal William de Ferrers'

- 24. März: William de Ferrers, 5. Earl of Derby, anglonormannischer Adeger und Magnat (* um 1200)
- März: Silvester of Everdon, Bischof von Carlisle
- 1. Mai: Sørle, Erzbischof von Nidaros
- 21. Mai: Konrad IV., Herzog von Schwaben, römisch-deutscher König, König von Sizilien und König von Jerusalem (* 1228)
- 5. Juni: Marguerite de Reynel, Gräfin von Sidon und Beaufort
- 8. Juni: Robert von Nantes, Bischof von Nantes und Patriarch von Jerusalem

### Zweites Halbjahr

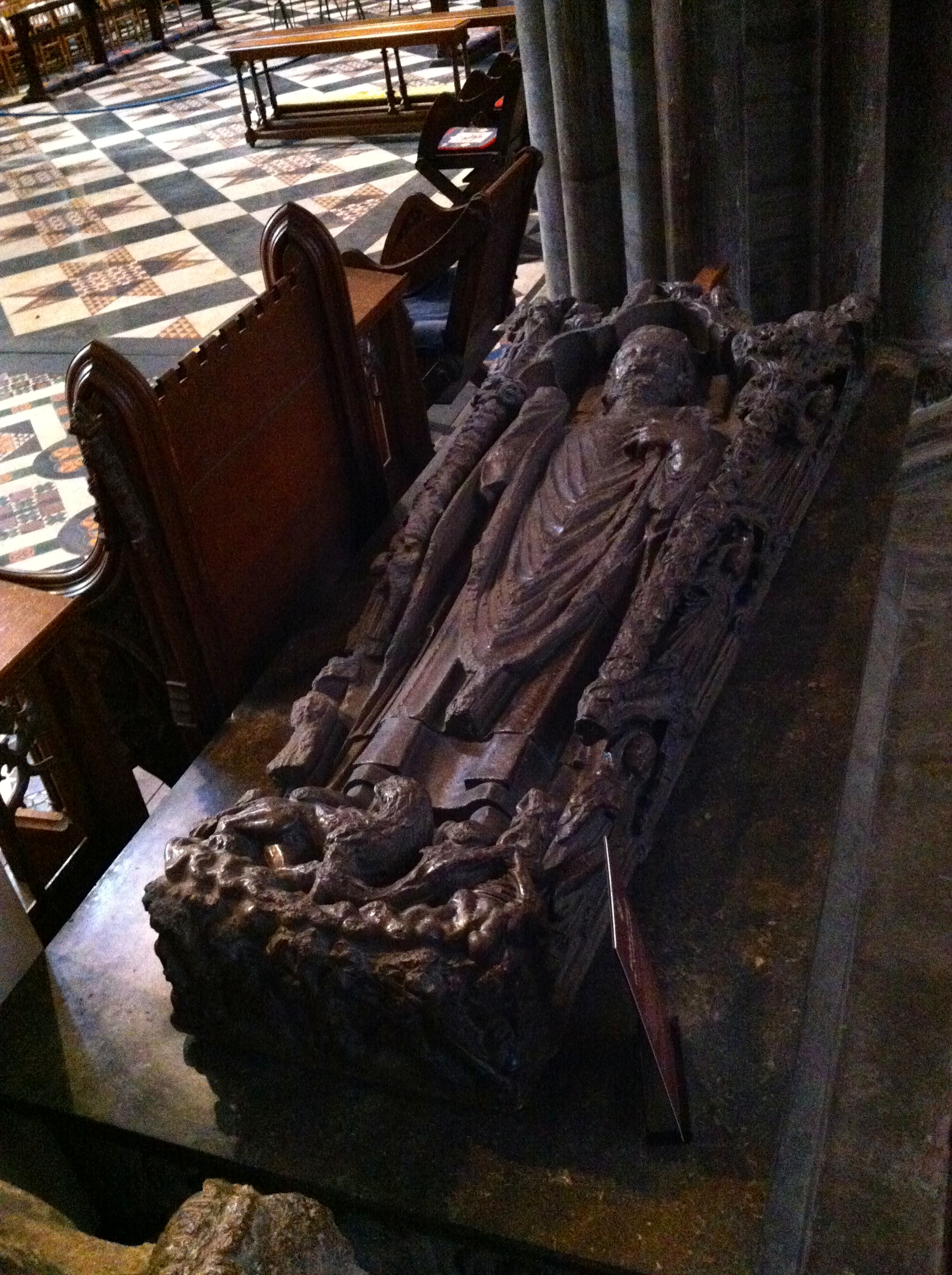
Grabmal von Hugh of Northwold in der Kathedrale von Ely

- 6. August: Hugh of Northwold, Bischof von Ely
- 4. September: Judenta von Hagenbuch, dritte thurgauische Äbtissin des Fraumünsters in Zürich
- 25. September: William de Cantilupe, englischer Adeliger
- 3. November: Johannes III., byzantinischer Kaiser im Exil in Nicäa (* 1193)
- 1. Dezember: Mechthild von Andechs, Äbtissin des Benediktinerinnenklosters Kitzingen (* um 1180/90)
- 7. Dezember: Sinibaldo de Fieschi, unter dem Namen Innozenz IV. Papst (* um 1195)

### Genaues Todesdatum unbekannt
- vor dem 8. Oktober: Gilbert of Seagrave, englischer Adeliger und Richter
- vor dem 3. November: Manuel II., Patriarch von Konstantinopel im Exil in Nikaia
- Åskjell Jonsson, Bischof von Stavanger und königlicher Berater in Norwegen
- Berthold von Pietengau, Fürstbischof von Passau
- Guido von Montfort, französischer Adeliger und Kreuzritter
- Ingeborg Eriksdotter, schwedische Prinzessin und Königsmutter
- Jolanthe, Gräfin von Nevers, Auxerre und Tonnerre (* um 1222)
- Mahmud Yalawatsch, Statthalter und Minister Dschingis Khans und seiner drei Nachfolger im Mongolenreich (* vor 1218)

### Gestorben um 1254
- Rudolf von Ems, deutscher Epiker (* um 1200)